# Paddleboard

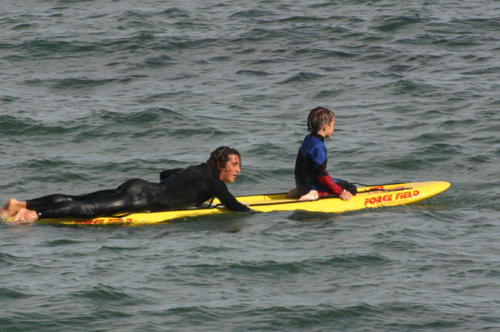
Paddleboard

Le paddleboard, paddle, ou planche à bras, est un sport qui se pratique en mer et qui consiste à utiliser une planche spécialement conçue pour ramer et se déplacer en utilisant les bras, en position à plat ventre ou à genoux. Dans les courses les distances parcourues sont généralement de 30 à 60 km.
Il ne doit pas être confondu avec le stand up paddle, ou « planche à rame », qui se pratique debout avec une pagaie.
Une variante est le rescue board, ou « planche de sauvetage », apparu dans les années 1920-1930 et utilisé par les surveillants de plage pour porter secours à un baigneur en difficulté. Sa longueur réglementaire est de 3,20 m et elle est équipée de sangles ou de poignées pour s'accrocher. Il existe des compétitions de sauvetage, très prisées en Australie, et le rescue board fait partie des épreuves. 
On retrouve également une autre variante, le nipper board. Cette planche est adaptée à la morphologie des enfants.

## Historique
L'histoire du paddleboard est commune avec celle du surf.
Au XVIIIe siècle, l'équipage de James Cook découvre les îles d'Hawaii (baptisées les îles sandwich) où ils observent des autochtones qui utilisent des planches pour se déplacer plus rapidement sur l'eau. Peu de temps après cette découverte, James Cook est tué par les indigènes d'Hawaii et est remplacé par le lieutenant James King, qui est le premier à retranscrire dans le journal de bord la pratique telle qu'il l'a observée.
Lors de la colonisation des Américains, ce sport est interdit car il est vu comme un sport dépravant puisque les Hawaiiens le pratiquent quasiment nus.
Le Duke Kahanamoku fait renaitre le sport en 1900. L'Hawaiien, le surfeur, le rameur et le médaillé olympique en natation, donnent une nouvelle image de surf et par la même occasion de paddleboard en faisant des démonstrations en Californie et en Australie.
Au même moment, à l'autre bout du monde, un autre nageur et surfeur de talent, Tom Blake en fait un sport à part entière. Après de nombreux essais en 1920 pour construire la planche la plus rapide possible, il met au point ses célèbres hollow boards.
En 1932, voulant prouver l'efficacité de ses planches pour le sauvetage, Tom Blake et trois amis, Peter Peterson, Wally Burton et Chauncy Granstrom effectuent la première traversée entre Palos verdes Peninsula et Catalina Islande. Ils créent ainsi la Catilina Classic, la plus ancienne course de paddleboard au monde.
La course est créée sous sa forme actuelle en 1955 : course de 51 km avec un départ de Two Harbors et une arrivée à Manhattan Beach. Elle a lieu cinq fois entre 1955 et 1960. Puis elle est reprise en 1982 et se déroule tous les ans lors du dernier dimanche d'août.
En 1996, le paddle fait son grand retour. Autrefois réservé aux amateurs de sports nautiques et aux surfeurs de vagues les plus expérimentés des années 1950 et 1960.
Après avoir terminé la Catilina Classic, Jones Dawson est de retour à Hawaii. Il décide alors de créer une course de rame à Hawaii avec la collaboration de deux autres passionnés, Garret Macamara et Mike Takahashi, et le soutien financier de la marque Quiksilver. La première édition de la Molokai 2 Oahu voit alors le jour en 1997 ! C'est seulement en 2006 que le stand-up paddle fait son apparition sur cette course.

## Compétitions & Performance

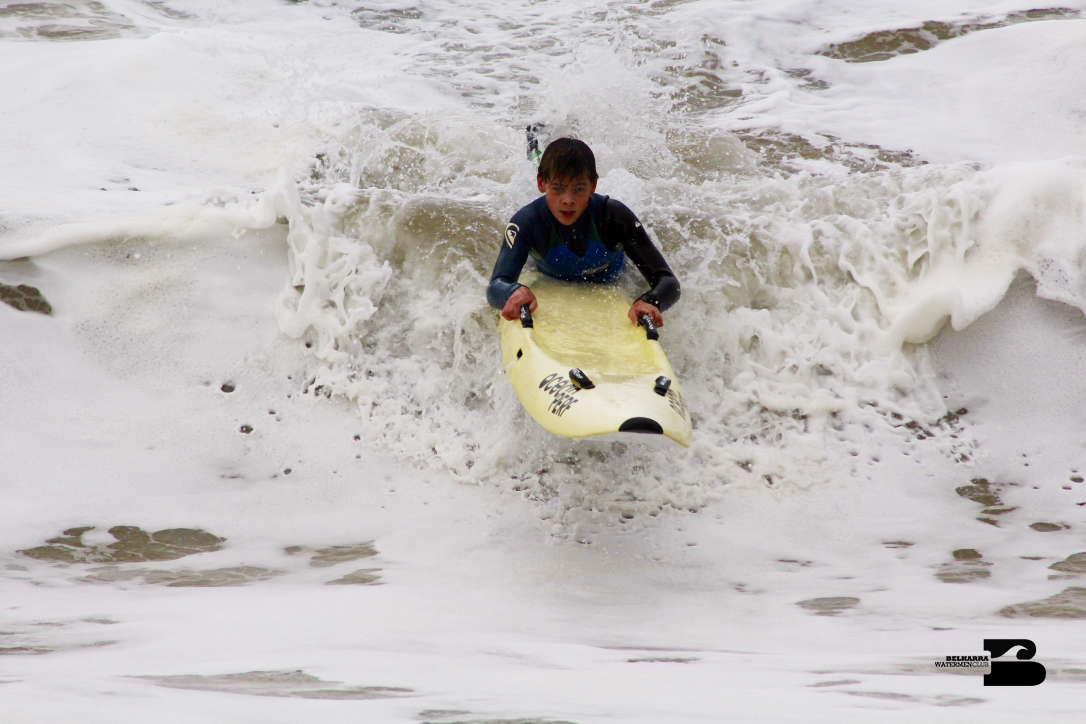
Nipperboard

- Long distance, c'est une épreuve où il faut parcourir 10 km en paddleboard[2]. Les meilleurs rameurs mondiaux s'affrontent lors de Molokai to Oahu[3] à Hawaii. Il existe deux types de catégories en paddleboard, le stock (planches de 12 pieds) et le unlimited (planches de plus de 12 pieds)[4].Nipperboard Plusieurs épreuves du Sauvetage Sportif utilisent lepaddleboard
  - Paddleboard, parcours de 500 m autour de bouées (épreuve de base).
  - Relais planche (quatre sauveteurs se relaient en paddleboard).
  - Sauvetage planche (un sauveteur simule une victime, un sauveteur va le chercher avec le paddleboard et ils reviennent ensemble sur le paddle).
  - Oceanman, épreuve combinant la nage, le paddle, le surfski et la course.
  - Tapling, idem Oceanman mais avec un sauveteur différent pour chaque épreuve.
- Traverser à la rame sur paddleboard du Cap Horn et de l'Atlantique Nord.

## Dimensions des planches
Il y a quatre grandes familles de prone paddleboard :
- Les 10'6 : étudiées pour les courses courtes (500 m), elles permettent de passer la barre dans des conditions solides.
- les 12' ou stock : permettent d'effectuer de longues traversées, moins maniable et non étudié pour le surf. Il existe deux sous-catégories :

1. Le shape australien, très stable et maniable, relativement plate avec un square (arrière) similaire au 10'6, mais avec un confort insuffisant.
2. Le shape californien, planche plus effilée, un pont creusé pour caler les genoux, un dessous très rond et un pin tail très prononcé. Très confortable et permettant de faire des courses de plus de 50 km/h, elle est toutefois instable et moins maniable que ses cousines australiennes.

- Les 14' : paddleboard pour les longues distances mais de moins en moins conseillé.
- Les unlimited : les meilleures planches. Entre 15 pieds et plus, conçues exclusivement pour les longues distances, elles sont équipées d'un gouvernail.

## Sports de la même famille
Tout sport utilisant l'énergie d'une vague pour se faire porter, peut être considéré comme un sport de cette famille.
- Le stand-up paddle
- Surf
- Bodyboard
- Longboard
- Kneeboard
- Skimboard
- Bodysurf
- Surf tracté
- Surf tandem